# 小路明善
小路 明善（こうじ あきよし、1951年11月8日 - ）は、日本の企業家。アサヒグループホールディングス代表取締役社長兼最高経営責任者。日本経団連副会長。

## 略歴
長野県生まれ。長野県松本県ヶ丘高等学校を経て、青山学院大学法学部卒業。1975年アサヒビール株式会社入社。
1980年から10年にわたって労働組合専従として書記長などを務めた。2000年に人事戦略部長。2001年に執行役員。
2003年、アサヒ飲料株式会社常務取締役企画本部長。2007年、アサヒビール株式会社常務取締役兼常務執行役員。
2011年、持ち株会社制移行時にアサヒグループホールディングス株式会社取締役兼アサヒビール株式会社代表取締役社長。
2016年3月、アサヒグループホールディングス株式会社代表取締役社長。2018年から最高経営責任者兼務。2020年帝国ホテル取締役。
2021年、取締役会長兼取締役会議長。
2022年、日本経団連副会長。
（経歴の出典は 有価証券報告書）

## 人物
米国の小説家レイモンド・チャンドラーが代表作で書いた「強くなければ生きていけない、優しくなければ生きていく資格がない」というセリフが好きで、その言葉を会社経営に重ね、「強いブランド、財務体質がなければ勝ち抜いていけない、だが優しい社風がなければ企業としての価値がない」と考える。
また影響を受けた言葉として、入社2週目に言われた先輩の言葉「君のような入社2週目の社員でも、毎日10件のお得意先を10年間まわり続けることはできるはず。それをやり遂げれば、能力がなかったとしても、必ず結果は出る」をあげている。労働組合専従時代は会社の経営が苦しい時期で、無念のうちに社を去った社員の「地道に仕事をして会社を支えていた社員が、どんな思いで辞めていくのか、組合の幹部なら、声なき声を聞いてくれ」という言葉も忘れられないという。
妻と長女、長男の4人家族だが、長男が独立したため3人暮らし。趣味はギター演奏と映画鑑賞。